# Jean Chauchard
Pour les articles homonymes, voir Chauchard.
Jean Chauchard est un sculpteur, peintre et dessinateur français né en 1945 à Onet-le-Château (Aveyron). 

## Biographie
Son père, qui était tailleur de pierre, lui inculqua l'amour de ce matériau et de la sculpture, et Jean Chauchard déclare être venu à la sculpture par le Christ de Zadkine sculpté dans un tronc d’ormeau et exposé dans l’église de Caylus (Tarn et Garonne) qu'il a vu à l’âge de dix ans. 
Après une section de lettres au lycée Monteil de Rodez, Jean Chauchard étudia à l'école des beaux-arts de Clermont-Ferrand de 1962 à 1965, avant d'intégrer l'École nationale supérieure des beaux-arts de Paris de 1965 à 1969 dans les ateliers d'Hubert Yencesse et de René Collamarini. Il suit aussi les cours de dessin de Paul Belmondo.  
Il est plus jeune logiste au grand prix de Rome en 1968, avant d'obtenir son diplôme d'arts plastiques en 1969. En 1972, il s'installe à Moissat, un petit village près de Clermont-Ferrand (Auvergne). 
Plus particulièrement spécialisé dans la sculpture monumentale sur pierre, Jean Chauchard a réalisé de nombreuses commandes publiques et privées pour des places en Auvergne (fontaines de Bois-Beaumont, Lezoux, Royat, Chauriat, le Cendre, la vache d'Allanche, le couteau de laguiole…) et ailleurs.
On lui doit notamment la fontaine qui se trouvait jusqu'en 2004 place de Jaude, à Clermont-Ferrand, repensée et déplacée avenue Julien aujourd'hui.
Il a également réalisé de nombreux bustes dont celui de Georges Pompidou à Montboudif ou de Mère Theresa pour la Suisse.
Ses œuvres sont souvent de grandes statues représentant des personnages féminins taillées en pierre, en marbre de Carrare, en grès et grès rouge, en granite et en bois, ainsi que de plus petites réalisées en bronze. 
Il est aussi peintre et dessinateur, illustrateur. 
Il vit et travaille à Moissat, dans le Puy-de-Dôme.

## Œuvres

### Sculptures
- 1971, buste de Raymond Joyon (Lezoux, square Lopik)[6], lave de Volvic
- 1975, stèle Henri-Pourrat (Ambert, place du Livradois)[7], pierre de granit
- 1976, buste de Georges Pompidou (Monboudif)[8], pierre de granit
- 1985, fontaine Cathédrale de l'Eau (Clermont-Ferrand, place de Jaude. Déplacée en 2004 avenue Julien et retravaillée à cette occasion)[9]
- 1985, fontaine (Beaumont, place du Parc de Boisbeaumont, déplacée en 2016 devant la mairie)[10]
- 1988, croix de calvaire (Romagnat), pierre de Volvic[11]
- 1991, fontaine Les Potières (Lezoux)[12],[13]
- 1996, monument de l’estive (Allanche, place du Cézallier), pierre volcanique de Bouzentès près de Saint-Flour[14]
- 2000, fontaine de la Sirène (Royat, mairie)[15]
- 2003, la main et le couteau (Laguiole), pierre de Massangis, granit de Compeix, lave de Chambois (Mazaye)[16]
- 2012, buste de Jacques Anquetil (Vertaizon, Chai Prulière)[17]
- 2014, la Récolteuse (Saint-Beauzire, Siège social de Limagrain)[2]
- 2021, buste de François Mitterrand, socle réalisé par Thierry Courtadon (Clermont-Ferrand, Hôtel du département)[18]

Dates d'installation inconnues :
- Aveyron : Martial David à Rodez, pierre de grès[19]
- Corrèze : Marcel Audy à Meymac, pierre de granit[19]
- Puy-de-Dôme :
  - Joseph Gardet à Cournon, lave de Volvic[19]
  - Racine à Clermont-Ferrand, parc de Montjuzet, lave de Volvic[20]
- Suisse : Mère Teresa[1]

### Illustrations
- Bernard Champey (ill. Jean Chauchard), Méhari-Dolorès, Thiers, Impr. le Point, 1996 (BNF 37039672)
- Paul Rey (ill. Jean Chauchard), Voyages magiques : Contes et Nouvelles d'hier et d'aujourd'hui, Thiers, Le Point, 2012, 212 p. (ISBN 978-2746655034)

## Expositions
- 2018, Issoire : 24 sculptures sur le thème « L'art et la paix », dans le cadre de L'Art dans la ville[21]
- 25-26 mai 2024, Sainte-Agathe, Château de Vaulx
- 30 mai-22 juin 2024, Clermont-Ferrand, galerie Le Cadre Noir : « Variations, œuvres à petite échelle d'un maître de la sculpture monumentale »

## Distinctions
- 2025 : médaille d’honneur de la Ville d’Ambert[22]

### Catalogues d'exposition
- Dom Robert tapisseries. Jean Chauchard sculptures (catalogue d'exposition au Musée de la Haute-Auvergne, 14 juillet - 31 août 1975), Boussac, impr. Huguet, 1975
- Robert-Louis Liris (texte), Extra réalisme de Jean Chauchard : Exposition, atelier de Jean Chauchard, Moissat-Haut, 24 septembre-10 octobre 1983, Graphic'o, 1983, 40 p.
- Jean Chauchard (catalogue d'exposition à Issoire du 16 juin au 16 septembre 2018), Issoire, éd. KC, 2018 (ISBN 979-1-09-333820-0)